# Oenotria
Oenotria (of Enotria) was een gebied dat zich strekte over het Italiaanse Apulië, Basilicata en het noordelijk deel van Calabrië. Ook wordt er weleens geheel zuidelijk Italië mee aangeduid. De Oenotrianen waren de oorspronkelijke bewoners. Zij kwamen daar aan het begin van de ijzertijd, in de 11e eeuw v.Chr., vanuit Griekenland via de straat van Otranto, samen met nog een andere etnische groep. Volgens Antoninus Liberalis was dit ook het begin van migratie van de Elymianen richting Sicilië.
Na de eerste vestigingen van kolonies van de Grieken, zoals Metapontum - opgericht door een oorspronkelijke bewoner genaamd Metabon - werden de Oenotrianen landinwaarts gedreven. Vanuit deze positie werden uitputtingsoorlogen gevoerd waarbij meer dan eens geplunderd werd.
In de tijd dat de Oenotrianen daar woonden zou het gebied al rijk aan wijngaarden zijn. Mogelijk is de etnoniem Oenotrianen de oorsprong van het Griekse woord oinos, hetwelk wijn betekent. Hier vanuit is de term oenologie voortgekomen.
Vanaf de 5e eeuw v.Chr. verdwenen de Oenotrianen onder de druk van de Samnieten.